# آمریکن الکتریک پاور

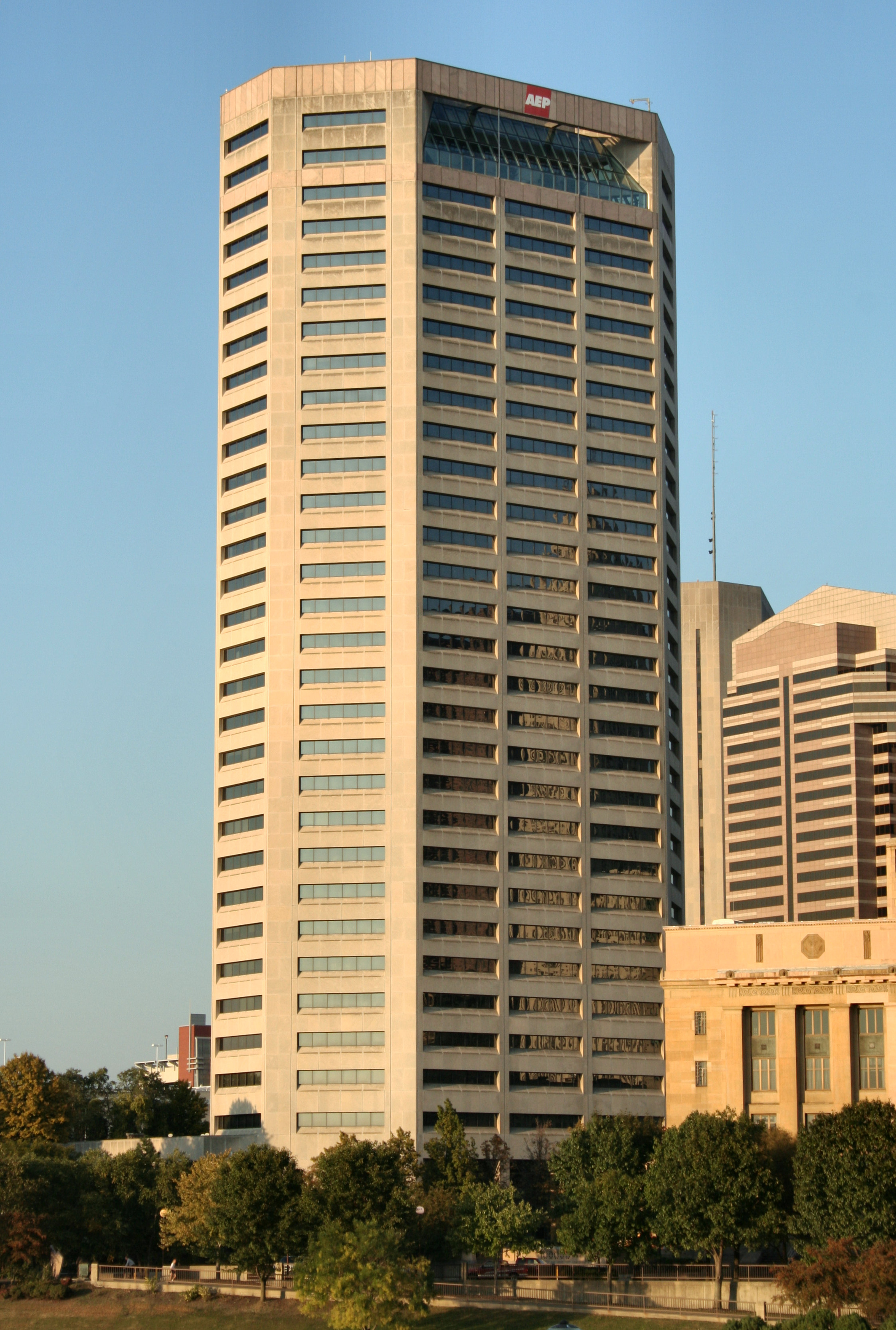
ساختمان مرکزی آمریکن الکتریک پاور، در کلمبوس، اوهایو

آمریکن الکتریک پاور (به انگلیسی: American Electric Power) (به‌اختصار: ای‌یی‌پی) شرکت انرژی آمریکایی است، که در زمینه تولید، انتقال و توزیع برق فعالیت می‌کند.
شرکت آمریکن الکتریک پاور در سال ۱۹۰۶ تأسیس شد و هم‌اکنون با در اختیار داشتن شبکه‌ای از ۶۳٫۰۰۰ کیلومتر خطوط انتقال برق، دارای بزرگترین شبکه برق‌رسانی در ایالات متحده آمریکا می‌باشد، که ۳۸ ایالت را در مرکز و شرق آمریکا تحت پوشش قرار می‌دهد.
ستاد مرکزی این شرکت در شهر کلمبوس، اوهایو قرار دارد و بخشی از سهام آن در بازار بورس نیویورک معامله می‌شود، همچنین جزئی از شاخص اس اند پی ۵۰۰ به‌شمار می‌آید.